# Saccorhytus
Saccorhytus – rodzaj wymarłych, kambryjskich zwierząt żyjących ok. 540 mln lat temu. 
Rodzaj odkryto i opisano na podstawie gatunku Saccorhytus coronarius pochodzącego z materiału kopalnego w skałach osadowych z chińskiej prowincji Shaanxi (2017 r.). Odkrywcy uznali, że jest to najstarszy znany nauce gatunek wtóroustych. W 2022 r. inny zespół naukowców zaliczył te skamieniałości do pierwoustych z grupy wylinkowców. 